# Sunshine Superman
Sunshine Superman är en poplåt skriven och lanserad av Donovan 1966. Singelskivan släpptes i juli 1966 i USA på Epic Records och det blev hans enda singeletta på Billboard Hot 100. I Storbritannien dröjde det dock fram till december innan låten släpptes då det uppstått en kontraktsschism med Donovans tidigare skivbolag Pye Records. Detta gjorde även att singeln släpptes tidigare i flera andra europeiska länder än i Storbritannien. B-sidan var låten "The Trip". Skivan producerades av Mickie Most.
Sunshine Superman kan med sina förvrängda gitarrljud av Jimmy Page och sin lite vimsiga text ses som en av de tidigaste psykedeliska popsinglarna. Låten namngav också Donovans följande album, se: Sunshine Superman. När låten släpptes på Donovans första samlingsskiva Donovan's Greatest Hits 1969 var det i en version med ett längre gitarrsolo.

## Listplaceringar
| Lista (1966-1967) | Position              |
| ----------------- | --------------------- |
| Australien        | 2 (Go Set)            |
| Danmark           | 14 (DR "Top 20")      |
| Finland           | 29                    |
| Flandern          | 11                    |
| Frankrike         | 9 (SNEP)              |
| Irland            | 4                     |
| Kanada            | 2 (RPM)               |
| Nederländerna     | 2                     |
| Nya Zeeland       | 3 (NZ Listner)        |
| Storbritannien    | 2                     |
| Sverige           | 11 (Kvällstoppen)     |
| Sverige           | 7 (Tio i topp)        |
| USA               | 1 (Billboard Hot 100) |
| Vallonien         | 19                    |
| Västtyskland      | 7                     |